# Ihor Rybak
Ihor Rybak, né le 21 mars 1934 et mort le 28 septembre 2005, est un haltérophile soviétique.

## Carrière
Ihor Rybak participe aux Jeux olympiques de 1956 à Melbourne et remporte la médaille d'or dans la catégorie des 60-67,5 kg.